# Пожитково (деревня)
Пожитково — деревня в Наро-Фоминском городском округе Московской области. До 2017 года входила в состав городского поселения Наро-Фоминск. Население — 39 чел. (2010). В деревне числятся 1 улица и 7 садовых товариществ. До 2006 года Пожитково входило в состав Новофёдоровского сельского округа.
Пожитково расположено в центре округа, у истока реки Гвоздня (приток Нары), в 3,5 км к северо-востоку от Наро-Фоминска, высота центра над уровнем моря 200 м. Ближайшие населённые пункты — практически, примыкающие: на западе посёлок дома отдыха «Бекасово» и на северо-востоке — деревня Бекасово. В 200 метрах на северо-восток находится граница Наро-Фоминского городского округа с Москвой (Троицкий округ, поселение Киевский).

## Транспорт
Ближайшая железнодорожная платформа в 200 метрах на юг — пл. Зосимова Пустынь Киевского направления МЖД.
На границе с деревней Бекасово находится конечная остановка автобуса [wikiroutes.info/msk?routes=8676 № 21], следующего в Наро-Фоминск (до ст. Нара и далее до Красной Пресни), также есть промежуточная остановка внутри деревни, а также остановка «Почта» у пл. Зосимова Пустынь. Обслуживается Наро-Фоминским ПАТП ГУП Московской области «Мострансавто».

## Население
| 2002 | 2006 | 2010 |
| ---- | ---- | ---- |
| 26   | ↗32  | ↗39  |